# 1395
Il 1395 (MCCCXCV in numeri romani) è un anno  del XIV secolo.

## Eventi
- 11 maggio - Costituzione Ducato di Milano, Gian Galeazzo Visconti, già Vicario Imperiale e Dominus Generalis di Milano, ottiene il titolo di duca di Milano da Venceslao di Lussemburgo, Re dei Romani (1378-1400).
- La Sardegna si libera sotto Eleonora d'Arborea

## Nati
- 11 gennaio - Michela di Valois, francese († 1422)
- 23 marzo - Giovanni Giacomo del Monferrato, marchese († 1445)
- 29 marzo - John Holland, II duca di Exeter, nobile e militare inglese († 1447)
- 3 aprile - Giorgio di Trebisonda, filosofo e umanista bizantino
- 1º giugno - Gianfrancesco Gonzaga, condottiero italiano († 1444)
- 1º giugno - Luca Pitti, banchiere italiano († 1473)
- 26 giugno - Margherita d'Asburgo, nobile († 1447)
- Leonardo Alighieri, nobile e politico italiano († 1441)
- Caterina di Brunswick-Lüneburg, nobile († 1442)
- Alain Chartier, poeta e scrittore francese († 1430)
- Jacques Cœur, mercante francese († 1456)
- Bartolomeo Colleoni, condottiero italiano († 1475)
- Niccolò de' Conti, esploratore italiano († 1469)
- Jean de Créquy, cavaliere medievale francese († 1474)
- Giovanni Eugenico, teologo bizantino († 1456)
- Isabella di Navarra, principessa
- Jean Le Fèvre de Saint-Remy, storico francese († 1468)
- Juan de Segovia, teologo e arcivescovo cattolico spagnolo († 1458)
- Filippa della Tavola, italiana († 1419)
- Tristão Vaz Teixeira, navigatore e esploratore portoghese († 1480)
- Jean de Wavrin, militare e letterato francese († 1475)
- Giovanni di Ragusa, cardinale croato († 1443)

## Morti
- 11 febbraio - Poncello Orsini, cardinale e vescovo cattolico italiano
- 13 marzo - John Barbour, poeta scozzese (n. 1320)
- 14 aprile - Alberto di Brunswick-Wolfenbüttel, nobile tedesco
- 26 aprile - Caterina di Boemia, nobile (n. 1342)
- 2 maggio - Gulkhan-Eudocia di Georgia, imperatrice bizantina
- 17 maggio - Costantino Dragaš, nobile bizantino (n. 1317)
- 17 maggio - Maria d'Ungheria, regina (n. 1371)
- 17 maggio - Marko Mrnjavčević, sovrano serbo
- 18 maggio - Riccardo Caracciolo, nobile italiano
- 3 giugno - Ivan Šišman di Bulgaria, bulgaro
- 4 luglio - Anna di Meißen, nobildonna tedesca
- 29 agosto - Alberto III d'Asburgo, nobile (n. 1349)
- 8 settembre - Dabiša di Bosnia, sovrano bosniaco (n. 1339)
- 25 dicembre - Isabella di Neuchâtel, nobile svizzera (n. 1335)
- Bagrat V di Georgia, re
- Azzo da Castello, nobile e condottiero italiano
- Francescuccio Ghissi, pittore italiano (n. 1359)
- Dragana Lazarević, principessa serba (n. 1371)
- Vieri de' Medici, banchiere italiano (n. 1323)
- Peter Suchenwirt, poeta austriaco
- Ramesuan, sovrano siamese (n. 1339)
- Jacob Senleches, compositore francese
- Ugolino Sessi, vescovo cattolico e giurista italiano
- Guillaume Tirel, cuoco francese (n. 1310)
- Ingeborg di Meclemburgo-Schwerin, principessa tedesca (n. 1340)
- Ugo II di Pierrepont, militare francese

## Calendario
| Calendario 1395 | Calendario 1395 | Calendario 1395 | Calendario 1395 | Calendario 1395 | Calendario 1395 | Calendario 1395 | Calendario 1395 | Calendario 1395 | Calendario 1395 | Calendario 1395 | Calendario 1395 | Calendario 1395 | Calendario 1395 | Calendario 1395 | Calendario 1395 | Calendario 1395 | Calendario 1395 | Calendario 1395 | Calendario 1395 | Calendario 1395 | Calendario 1395 | Calendario 1395 | Calendario 1395 | Calendario 1395 | Calendario 1395 | Calendario 1395 | Calendario 1395 | Calendario 1395 | Calendario 1395 | Calendario 1395 | Calendario 1395 | Calendario 1395 |
| --------------- | --------------- | --------------- | --------------- | --------------- | --------------- | --------------- | --------------- | --------------- | --------------- | --------------- | --------------- | --------------- | --------------- | --------------- | --------------- | --------------- | --------------- | --------------- | --------------- | --------------- | --------------- | --------------- | --------------- | --------------- | --------------- | --------------- | --------------- | --------------- | --------------- | --------------- | --------------- | --------------- |
|                 | 1               | 2               | 3               | 4               | 5               | 6               | 7               | 8               | 9               | 10              | 11              | 12              | 13              | 14              | 15              | 16              | 17              | 18              | 19              | 20              | 21              | 22              | 23              | 24              | 25              | 26              | 27              | 28              | 29              | 30              | 31              |                 |
| Gennaio         | Ve              | Sa              | Do              | Lu              | Ma              | Me              | Gi              | Ve              | Sa              | Do              | Lu              | Ma              | Me              | Gi              | Ve              | Sa              | Do              | Lu              | Ma              | Me              | Gi              | Ve              | Sa              | Do              | Lu              | Ma              | Me              | Gi              | Ve              | Sa              | Do              |                 |
| Febbraio        | Lu              | Ma              | Me              | Gi              | Ve              | Sa              | Do              | Lu              | Ma              | Me              | Gi              | Ve              | Sa              | Do              | Lu              | Ma              | Me              | Gi              | Ve              | Sa              | Do              | Lu              | Ma              | Me              | Gi              | Ve              | Sa              | Do              |                 |                 |                 |                 |
| Marzo           | Lu              | Ma              | Me              | Gi              | Ve              | Sa              | Do              | Lu              | Ma              | Me              | Gi              | Ve              | Sa              | Do              | Lu              | Ma              | Me              | Gi              | Ve              | Sa              | Do              | Lu              | Ma              | Me              | Gi              | Ve              | Sa              | Do              | Lu              | Ma              | Me              |                 |
| Aprile          | Gi              | Ve              | Sa              | Do              | Lu              | Ma              | Me              | Gi              | Ve              | Sa              | Do              | Lu              | Ma              | Me              | Gi              | Ve              | Sa              | Do              | Lu              | Ma              | Me              | Gi              | Ve              | Sa              | Do              | Lu              | Ma              | Me              | Gi              | Ve              |                 |                 |
| Maggio          | Sa              | Do              | Lu              | Ma              | Me              | Gi              | Ve              | Sa              | Do              | Lu              | Ma              | Me              | Gi              | Ve              | Sa              | Do              | Lu              | Ma              | Me              | Gi              | Ve              | Sa              | Do              | Lu              | Ma              | Me              | Gi              | Ve              | Sa              | Do              | Lu              |                 |
| Giugno          | Ma              | Me              | Gi              | Ve              | Sa              | Do              | Lu              | Ma              | Me              | Gi              | Ve              | Sa              | Do              | Lu              | Ma              | Me              | Gi              | Ve              | Sa              | Do              | Lu              | Ma              | Me              | Gi              | Ve              | Sa              | Do              | Lu              | Ma              | Me              |                 |                 |
| Luglio          | Gi              | Ve              | Sa              | Do              | Lu              | Ma              | Me              | Gi              | Ve              | Sa              | Do              | Lu              | Ma              | Me              | Gi              | Ve              | Sa              | Do              | Lu              | Ma              | Me              | Gi              | Ve              | Sa              | Do              | Lu              | Ma              | Me              | Gi              | Ve              | Sa              |                 |
| Agosto          | Do              | Lu              | Ma              | Me              | Gi              | Ve              | Sa              | Do              | Lu              | Ma              | Me              | Gi              | Ve              | Sa              | Do              | Lu              | Ma              | Me              | Gi              | Ve              | Sa              | Do              | Lu              | Ma              | Me              | Gi              | Ve              | Sa              | Do              | Lu              | Ma              |                 |
| Settembre       | Me              | Gi              | Ve              | Sa              | Do              | Lu              | Ma              | Me              | Gi              | Ve              | Sa              | Do              | Lu              | Ma              | Me              | Gi              | Ve              | Sa              | Do              | Lu              | Ma              | Me              | Gi              | Ve              | Sa              | Do              | Lu              | Ma              | Me              | Gi              |                 |                 |
| Ottobre         | Ve              | Sa              | Do              | Lu              | Ma              | Me              | Gi              | Ve              | Sa              | Do              | Lu              | Ma              | Me              | Gi              | Ve              | Sa              | Do              | Lu              | Ma              | Me              | Gi              | Ve              | Sa              | Do              | Lu              | Ma              | Me              | Gi              | Ve              | Sa              | Do              |                 |
| Novembre        | Lu              | Ma              | Me              | Gi              | Ve              | Sa              | Do              | Lu              | Ma              | Me              | Gi              | Ve              | Sa              | Do              | Lu              | Ma              | Me              | Gi              | Ve              | Sa              | Do              | Lu              | Ma              | Me              | Gi              | Ve              | Sa              | Do              | Lu              | Ma              |                 |                 |
| Dicembre        | Me              | Gi              | Ve              | Sa              | Do              | Lu              | Ma              | Me              | Gi              | Ve              | Sa              | Do              | Lu              | Ma              | Me              | Gi              | Ve              | Sa              | Do              | Lu              | Ma              | Me              | Gi              | Ve              | Sa              | Do              | Lu              | Ma              | Me              | Gi              | Ve              |                 |